# Mangystauská oblast
Mangystauská oblast (kazašsky Маңғыстау облысы, rusky Мангистауская область) je oblast na západě Kazachstánu. Vznikla oddělením od tehdejší Gurjevské oblasti v roce 1973 pod jménem Mangyšlacká oblast. V roce 1988 byla zrušena a v roce 1990 obnovena pod současným jménem. Má rozlohu 156 600 km². Má 331 900 (2005) obyvatel a hlavním městem je Aktau.

## Poloha
Oblast hraničí se dvěma oblastmi Kazachstánu (Atyrauskou na severu a Aktobskou na severovýchodě), s Karakalpackou republikou v Uzbekistánu na východě a s provincií Balkan v Turkmenistánu na jihu.
Oblast se rozkládá na východ od Kaspického moře mezi slaniskem Mrtvý Kultuk na severu a plošinou Ustjurt na jihovýchodě. Povrch je rovinatý. Nevelké hory jsou na poloostrově Mangyšlak (Mangystau - 556 m n. m., Bostankum aj.). Na jih a jihovýchod od vysočiny Mangyšlak se rozkládají uzavřené propadliny, jejichž dno leží značně pod úrovní moře (Karynžaryk – 70 m, Karagie – 132 m je nejhlubší v Kazachstánu).

## Klima
Klima je ryze kontinentální, velmi suché s horkým létem a mírnou zimou. Průměrná teplota v lednu je -3,4 °С, v červenci 26 °С. Srážky se pohybují od 100 do 116 mm. Charakteristické jsou silné větry.

## Vodstvo
Kaspické moře přiléhající k oblasti má hloubku do 50 m. Pobřeží je málo členité, nacházejí se u něj nevelké písečné kosy a ostrovy. Největší zálivy jsou Mrtvý Kultuk, Mangyšlacký a Kazašský. V důsledku snížení hladiny Kaspického moře vznikly velké bažinaté oblasti (tzv. slaniska, např. Mrtvý Kultuk aj.).

## Půdy
V centrální a jižní části jsou slané pouště a pelyňkovo-křovinatý porost na hnědých půdách se slanisky.